# Bénairia
Bénairia è un comune dell'Algeria, situato nella provincia di Chlef.